# Eupsilia knowltoni
Eupsilia knowltoni är en fjärilsart som beskrevs av Mcdunnough 1946. Eupsilia knowltoni ingår i släktet Eupsilia och familjen nattflyn. Inga underarter finns listade i Catalogue of Life.